# Sjuja

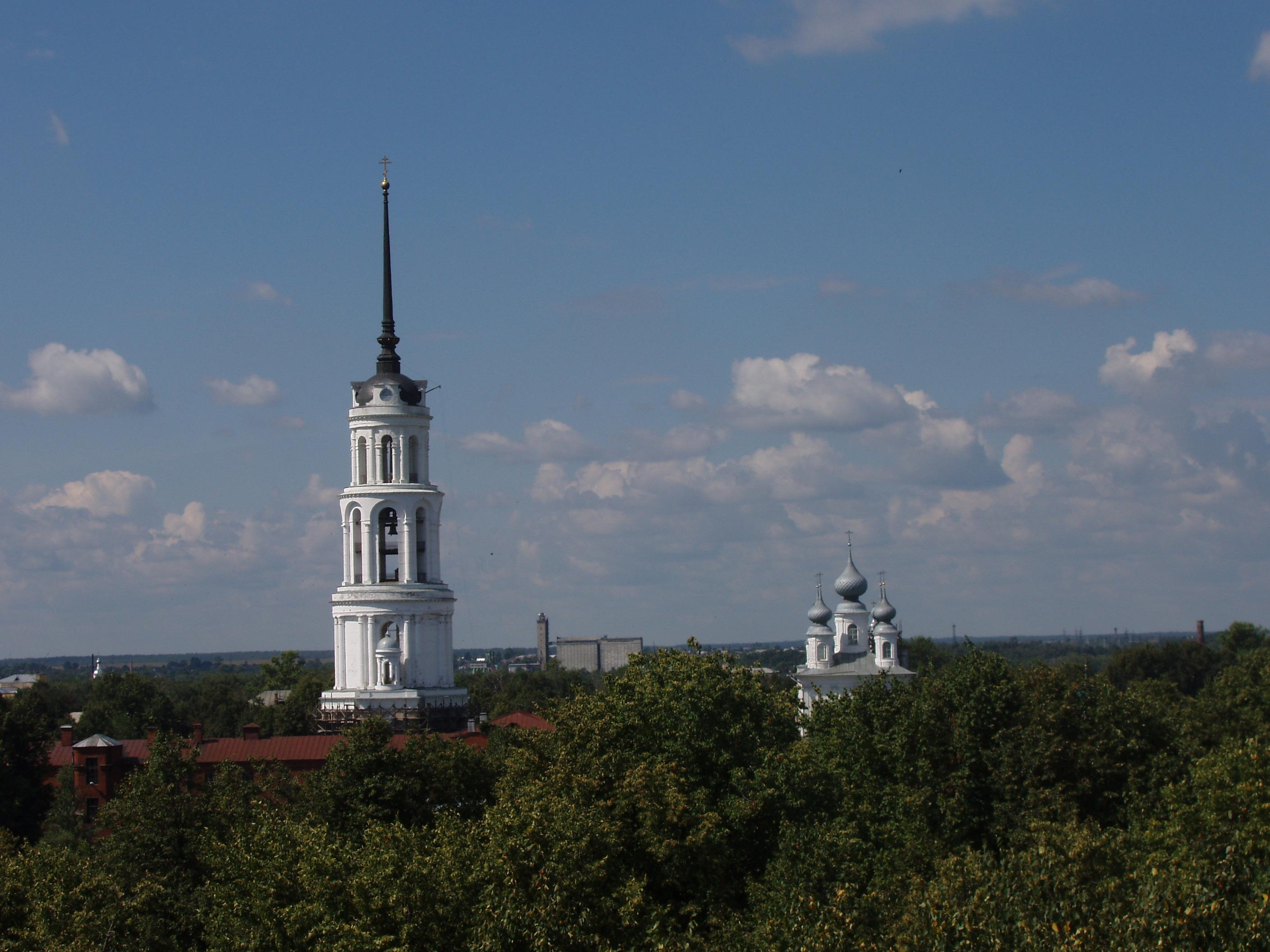
Uppståndelsekatedralen i Sjuja.

Sjuja (ryska Шу́я) är den tredje största staden i Ivanovo oblast, Ryssland. Folkmängden uppgick till 58 795 invånare i början av 2015.